# 下牛埔子
下牛埔子，原寫為下牛埔仔，是臺灣臺中市南屯區的一個傳統地域名稱，位於該區南部。相較於今日行政區，其範圍大致包括中和里不含東北部、鎮平里西南部南屯區第十八公墓一帶地區。

## 歷史
台灣清治末期至日治初期，下牛埔子地區為一街庄，稱為「下牛埔仔庄」，隸屬於捒東下堡。該庄北與鎮平庄為鄰，東與下楓樹腳庄為鄰，南邊及西邊為烏日庄。
1901年（日治明治三十四年）11月，全台廢縣廳改設二十廳，該庄隸屬於臺中廳。1903年（明治三十六年）6月，該庄編入「犁頭店區」，隸屬於臺中廳。1909年（明治四十二年）10月，合併二十廳為十二廳，犁頭店區隸屬不變。1920年（大正九年），全台地方制度大改正，廢十二廳改設五州二廳，該庄改制並雅化為「下牛埔子」大字，隸屬於臺中州大屯郡南屯庄。
戰後南屯庄改制為南屯鄉，隸屬於臺中縣，大字亦改制為村。1947年2月，南屯鄉併入臺中市改稱南屯區，村亦改制為里。1950年10月，中、彰、投分治，南屯區仍隸屬臺中市。2010年12月，臺中縣市合併為直轄臺中市，南屯區隸屬不變。

## 聚落
本地區發展較早的聚落為牛埔仔，在日治期初期的官方地圖上已有記載。此外，本地區尚有昌明新村、中和新村等聚落。

## 交通
省道台74線原稱「中彰快速道路」，現稱「快官霧峰線」，是彰化縣快官以順時針方向繞行臺中市區外圍至霧峰的快速道路，大致以南向北轉南南西—北北東北走向再轉南向北蜿蜒經過本地區西部近邊界地帶。由該道路向南可前往烏日、彰化快官接台74甲線前往花壇並止於省道台1線路口，向北可前往西屯、北屯西北部、潭子南部、北屯中部、太平、大里、霧峰等地。該道路在本地區西北部邊界地帶設有高鐵台中交流道，可連絡高鐵台中站。
市道127號（黎明路一段）是大雅至霧峰的道路，大致以北北東—南南西走向轉北向南經過本地區東南端。由該道路向北北東可前往南屯市區、西屯、大雅並止於省道台1乙線路口，向南可前往烏日、霧峰並止於省道台3線路口。

## 學校
- 鎮平國小（西大半部）